# Katinka van Rood
Catharina Elisabeth (Katinka) van Rood (Maastricht, 11 juni 1913 - Wassenaar, 19 december 2000) was een Nederlandse beeldhouwer, tekenaar en medailleur.

## Leven en werk
Van Rood was een leerlinge van Jan Bronner, hoogleraar aan de Rijksakademie van beeldende kunsten in Amsterdam. 
Van Rood was een bekende van het Koninklijk Huis. Ze is van circa 1948 tot 1984 de lerares beeldhouwen geweest van prinses, later: koningin Beatrix. Persoonlijk ontwierp Van Rood voor Beatrix een groene draak voor op het roer van het koninklijk jacht de De Groene Draeck. Ook ontwierp Van Rood verschillende penningen en munten voor het Koninklijk Huis. De penningen van haar hand zijn: de Herinneringsmedaille 1962, de moderner bedoelde Huwelijksmedaille 1966 en de Inhuldigingsmedaille 1980. Daarnaast ontwierp ze de 10 gulden munt geslagen bij het zilveren regeringsjubileum (1973) en de herdenkingsmunt voor de troonswisseling (1980). 

## Werken (selectie)
- Voor het stadhuis van Gouda maakte zij tijdens de restauratie van 1946 tot 1952 een bronzen portret van Koningin Juliana. Ook vervaardigde ze de portretkoppen van de architect Ad van der Steur en de toenmalige burgemeester James, die in de sluitstenen van twee deuren in de westgevel van het stadhuis zijn aangebracht en de spuitende walvis in de sluitsteen boven een deur in de oostgevel[3].
- Plaquette van Aletta Jacobs - Tesselschadestraat, Amsterdam (1959)
- Oorlogsmonument (vrouwenfiguur) - Bloemendaal (1948)
- Postbode - Heiloo, op gevel voormalig postkantoor (1951)

Het beeld Spelende kinderen in het Amsterdamse Oosterpark werd lange tijd aan haar toegewezen, maar bleek van Gerda Rubinstein te zijn; hetgeen in 2010 aldus werd gecorrigeerd.

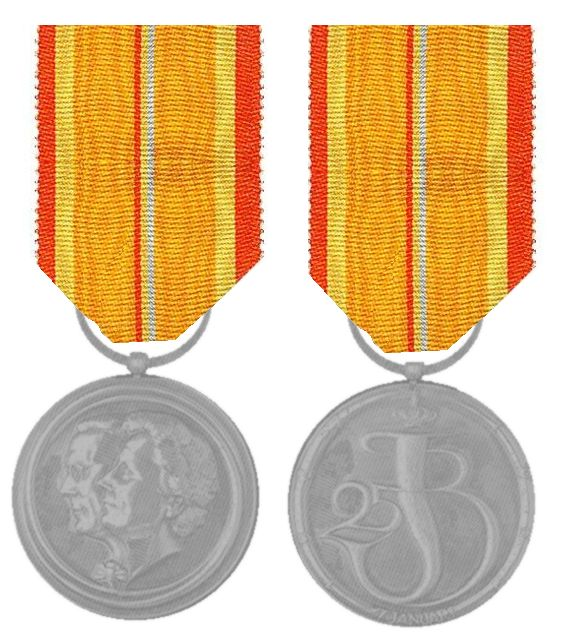
De Herinneringsmedaille 1962, ontworpen ter viering van het zilveren huwelijk van prins Bernhard van Lippe-Biesterfeld en koningin Juliana der Nederlanden.
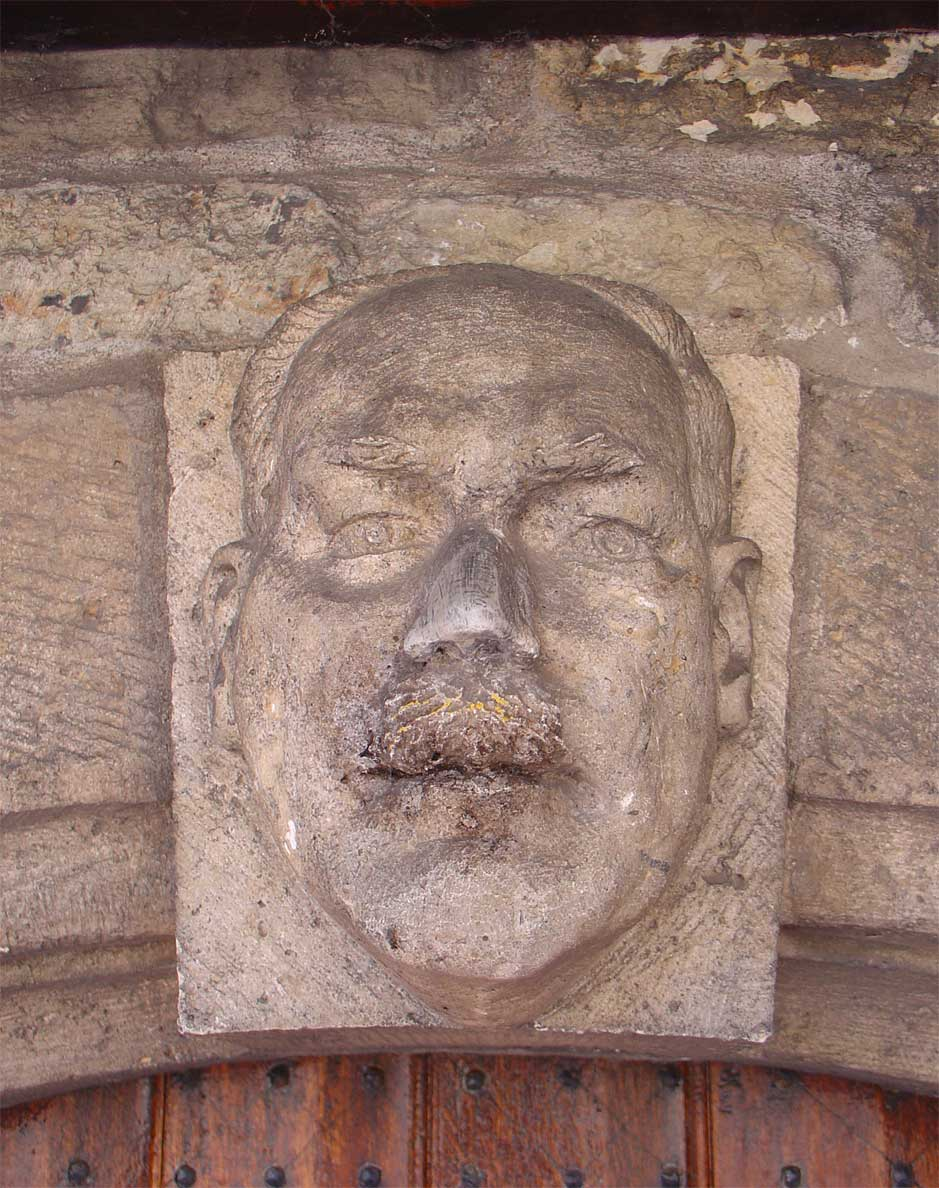
Reliëfportret van Ad van der Steur in de gevel van het stadhuis van Gouda door Katinka van Rood
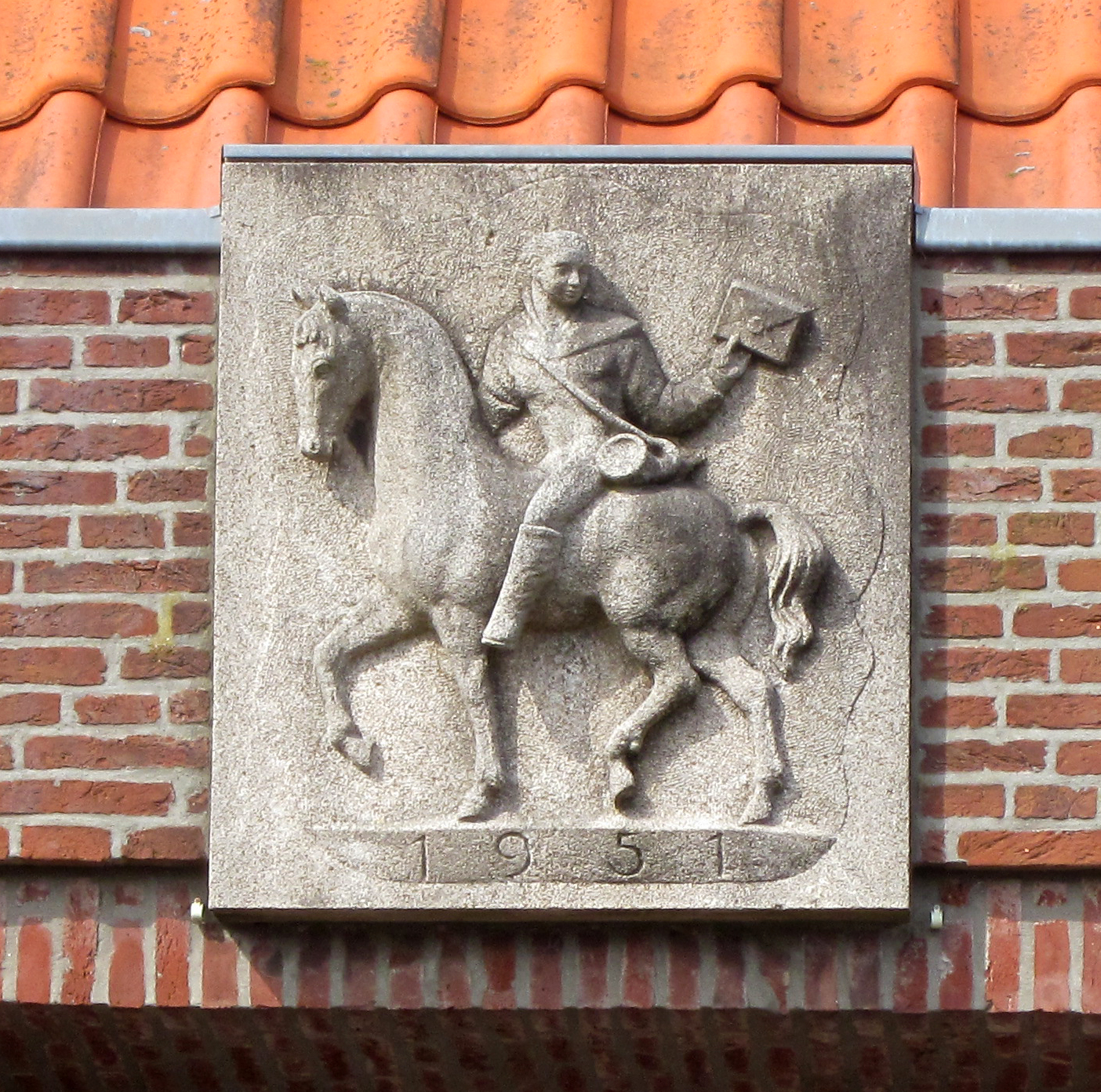
Relief Postbode (1951) aan de Heerenweg in Heiloo

## Relaties
Van Rood is driemaal gehuwd geweest. Met haar eerste man, de beeldhouwer Johan Limpers, zat zij tijdens de Tweede Wereldoorlog in het verzet. Hij werd in 1944 als verzetsstrijder gefusilleerd. Daarna trouwde ze met de jurist Jan Schouten, van wie zij later scheidde. Van 1963 tot zijn dood was zij gehuwd met de schilder Jacob (Bob) Bruijn (1906-1989). Katinka van Rood signeerde haar werk ook met de namen Katinka Limpers-van Rood, Katinka Schouten-van Rood en Katinka Bruyn-van Rood.
- Biografisch Portaal: 56758690
- International Standard Name Identifier: 0000 0004 3652 8376
- Nederlandse Thesaurus van Auteursnamen: 370383079
- RKD-Nederlands Instituut voor Kunstgeschiedenis: 67974
- Virtual International Authority File: 309880530
- WorldCat: E39PBJrryH6KThDJPM9WFJDwmd